# セントルイス・ブルース (曲)
「セントルイス・ブルース」（Saint Louis Blues、またはSt. Louis Blues）は、W・C・ハンディ (William Christopher Handy) が1914年に起譜した楽曲である。

## 概要
現代ではよく知られたブルース進行の元になった楽曲である。W・C・ハンディ はブルースの父とも呼ばれている。大ヒットしたこの曲はジャズのスタンダード・ナンバーとして知られる。作曲者本人による歌詞もつけられた。様々なアーティストにカバーされており、ベッシー・スミスとルイ・アームストロングの共演による1925年のレコーディングが1993年に、ルイ・アームストロング・オーケストラによる1929年のレコーディングが2008年に、それぞれグラミーの殿堂入りしている。
中間部では、16小節のインタールード（いわゆる「Bメロ」）となる。この部分のフレーズは、日本で林家木久扇が『いやんばか〜ん』の持ちネタとして用いている。
NHL所属のアイスホッケーチーム「セントルイス・ブルース」のチーム名は、この楽曲名が由来である。

## カバー
- ベッシー・スミス
- マリオン・ハリス（英語版）
- ルイ・アームストロング
- ポール・ロブスン
- ベニー・グッドマン
- グレン・ミラー
- アート・テイタム
- チェット・アトキンス
- ルイ・プリマ
- スティーヴィー・ワンダー
- 柴田睦陸（宗近明） - 1935年 日本語詞：西原武男[5]
- 笠置シヅ子 - 1940年 日本語詞：大町竜夫、編曲：服部良一[6]
- 八代亜紀 - アルバム『哀歌-aiuta-』（2015年10月28日発売）に収録[7]
- 江利チエミ - 1958年、シングル「恋のキッスは?」B面。